# 게라인트 토머스

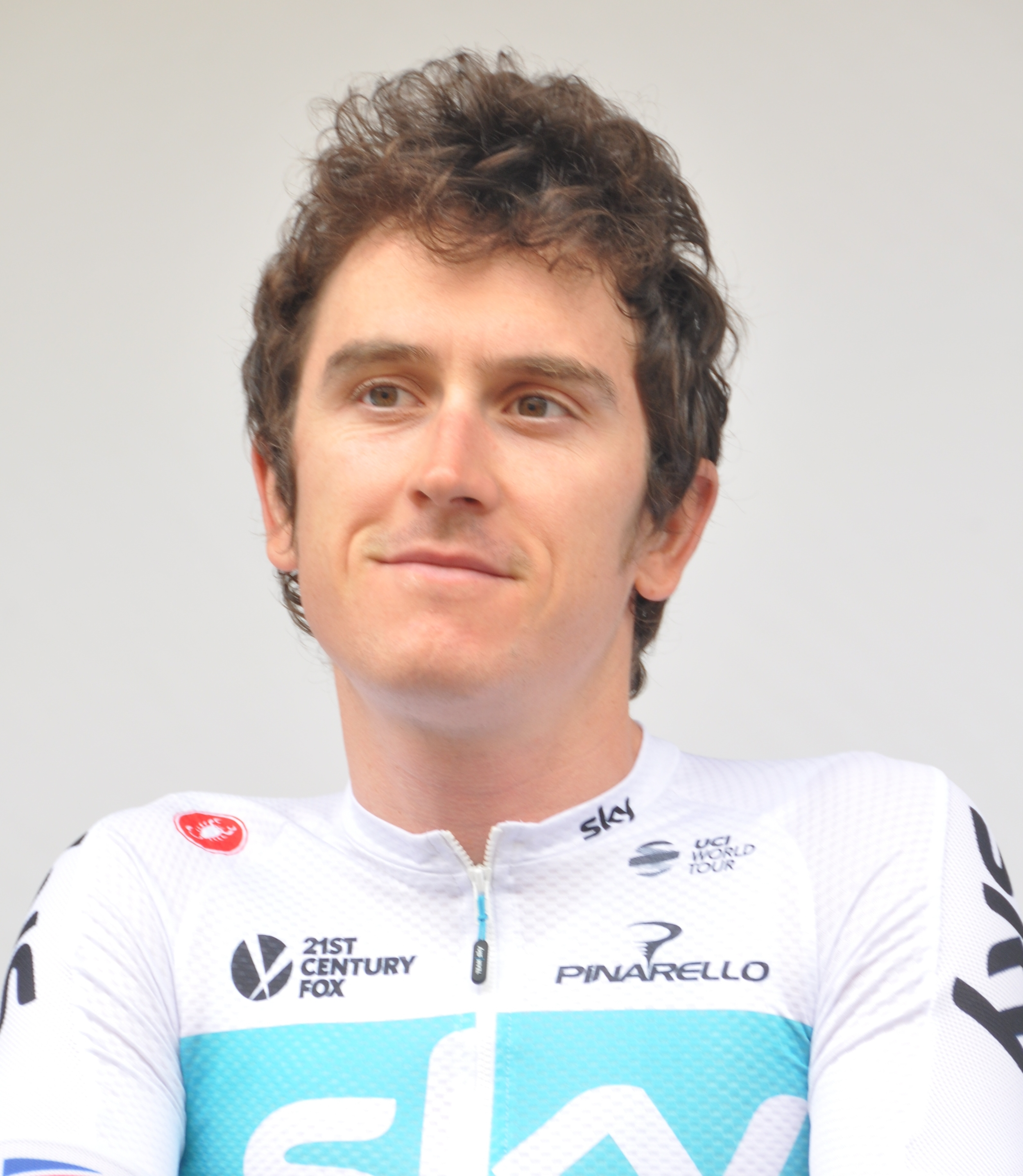
게라인트 토머스 (2018년)

게라인트 하웰 토머스(Geraint Howell Thomas, OBE, 1986년 5월 25일 ~ )는 웨일스의 사이클 선수이다. 2008년 하계 올림픽과 2012년 하계 올림픽 사이클 남자 단체 추발 종목에서 금메달을 획득했다.
2018년 투르 드 프랑스에서 우승하였다.

## 서훈
- 2009년 대영 제국 훈장 5등급(MBE) 수훈[1]
- 2018년 대영 제국 훈장 4등급(OBE) 수훈

## 같이 보기
- 올림픽 다관왕 목록
- 올림픽 사이클 남자 메달리스트 목록